# Aphelochaeta marioni
Aphelochaeta marioni är en ringmaskart som först beskrevs av de Saint Joseph 1894.  Aphelochaeta marioni ingår i släktet Aphelochaeta och familjen Cirratulidae. Arten är reproducerande i Sverige. Inga underarter finns listade i Catalogue of Life.